# 幸福狂想曲
《幸福狂想曲》是一部由陳鯉庭導演，陳白塵編劇，趙丹和黃宗英主演的中國電影。這部電影上映於1947年，緊接著另一部成功的陳鯉庭電影《遙遠的愛》之後。